# Маманти-папанти. Кудлате шоу
«Маманти-папанти. Кудлате шоу» — радянський телефільм 1991 року, знятий режисерами Нелею Гульчук і Юрієм Носовцем на студії «Центрнаукфільм».

## Сюжет
«Маманти» та «папанти» — це батьки маленьких шимпанзе, кенгуру, жирафів, пітонів, ведмедів та всіх тих симпатяг, з якими працює в цирку мама трирічної Аліси.

## У ролях
- Олена Алексєєва — ведуча-клоунеса
- Аліса Алексєєва — донька ведучої-клоунеси
- Азіз Аскарян — дресирувальник мавп
- Ірина Левицька — дресирувальник кіз
- Валерій Філатов — дресирувальник хижаків
- Людмила Філатова — дресирувальник ведмедів
- Тетяна Філатова — дресирувальник слонів
- Юрій Куклачов — дресирувальник кішок

## Знімальна група
- Режисери — Неля Гульчук, Юрій Носовець
- Сценаристи — Неля Гульчук, Алла Мелік-Пашаєва
- Оператор — Гліб Крепс
- Композитор — Ігор Голубєв